# Филимонова Горка
Филимонова Горка — деревня в Дзержинском сельском поселении Лужского района Ленинградской области.

## История
На карте Санкт-Петербургской губернии Ф. Ф. Шуберта 1834 года упоминается деревня Горка.

БАБАРЫКИНА ГОРКА — деревня принадлежит девице дочери майора Елизавете Скобельцыной, число жителей по ревизии: 66 м. п., 60 ж. п. (1838 год)

Как деревня Горка она отмечена на карте профессора С. С. Куторги 1852 года.

БАБАРИНСКАЯ ГОРА — деревня господина Скобельцына, по просёлочной дороге, число дворов — 15, число душ — 72 м. п. (1856 год)

ГОРКА — деревня владельческая при реке Луга, число дворов — 20, число жителей: 55 м. п., 56 ж. п.; Часовня православная. (1862 год)

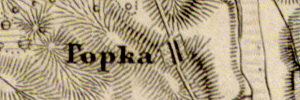
Деревня Филимонова Горка на карте 1863 года

Согласно карте из «Исторического атласа Санкт-Петербургской Губернии» 1863 года деревня называлась Горка.
В XIX веке деревня административно относилась к Передольской волости 2-го земского участка 1-го стана Лужского уезда Санкт-Петербургской губернии, в начале XX века — 4-го стана.
По данным «Памятной книжки Санкт-Петербургской губернии» за 1905 год, деревня Горка входила в Торошковское сельское общество.
С 1917 по 1927 год деревня находилась в составе Торошковского сельсовета Передольской волости Лужского уезда.

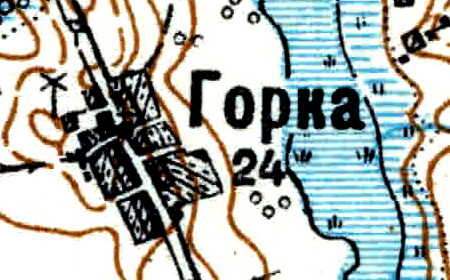
Деревня Филимонова Горка на карте 1926 года

Согласно топографической карте 1926 года деревня называлась Горка и насчитывала 24 двора. На её северо-западной окраине находилась ветряная мельница.
С августа 1927 года, в составе Лужского района.
В 1928 году население деревни составляло 110 человек.
По данным 1933 года деревня называлась Филимонова Гора и входила в состав Торошковского сельсовета.
C 1 августа 1941 года по 31 января 1944 года деревня находилась в оккупации.
В 1958 году население деревни составляло 51 человек.
По данным 1966, 1973 и 1990 годов деревня Филимонова Горка также входила в состав Торошковского сельсовета.
В 1997 году в деревне Филимонова Горка Торошковской волости проживали 13 человек, в 2002 году — 23 человека (русские — 96 %).
В 2007 году в деревне Филимонова Горка Дзержинского СП проживал 31 человек.

## География
Деревня расположена в юго-восточной части района на автодороге 41К-142 (Луга — Медведь).
Расстояние до административного центра поселения — 18 км.
Расстояние до ближайшей железнодорожной станции Луга — 22 км.
Деревня находится на левом берегу реки Луга.

## Демография
| 1838 | 1862 | 1928 | 1958 | 1997 | 2007 | 2010 |
| ---- | ---- | ---- | ---- | ---- | ---- | ---- |
| 126  | ↘111 | ↘110 | ↘51  | ↘13  | ↗31  | →31  |
| 2017 |      |      |      |      |      |      |
| ↘21  |      |      |      |      |      |      |

## Улицы
Липовая.